# Aplocheilus parvus
Карликовий панхакс (Aplocheilus parvus, англ. Dwarf panchax) — тропічний вид коропозубих риб з родини аплохейлових (Aplocheilidae).
Часто помилково ідентифікується як Aplocheilus panchax або Aplocheilus blockii.
Видова назва походить від латинського parvus = «малий».
Для рибальства не становить інтересу.

## Опис
Дрібний вид, максимальний відомий розмір — 6,25 см загальної довжини, звичайний — 4,0 см. Висота тіла в 4-4,3 рази менша за стандартну (без хвостового плавця) довжину, довжина голови — в 3,3-3,5 рази. Діаметр ока в 3,4-3,5 раза менший за довжину голови, довжина морди трохи більша. Нижня щелепа трохи виступає вперед. Зуби смугами сидять на обох щелепах. Бічна лінія відсутня. Луски організовані як концентрично, так і в радіальні ряди. Уздовж тіла від зябрової кришки до кореня хвостового плавця розташовано 26-27 лусок. 26 хребців. Спинний плавець вузький, але високий, має 7-8 променів. В анальному плавці 14-15 променів, в хвостовому — 24, в грудних — по 12, в черевних — по 6.
Самці більші та яскравіше забарвлені, ніж самки. 4-й і 5-й промені спинного та 11-й і 12-й промені анального плавця в них подовжені й сягають хвостового плавця. В самок ці плавці округлі й коротші.
Луски на тілі мають цятку металево-зеленого кольору, в нижній половині тіла ці цятки чергуються з рожевими крапками. В самців ряди червоних і зелених крапок поширюються на спинний, анальний та хвостовий плавці; в самок ці плавці світло-оранжеві, без цяток. Лусочки на череві мають пурпуровий лиск. На потилиці присутня характерна перлово-біла цятка. В передній частині спинного плавця біля його кореня розташована чорна, в світлій облямівці пляма, більш чітка в самок і молодих риб.

## Поширення
Aplocheilus parvus поширений в Південній Індії (Тамілнад) та на Шрі-Ланці. Широко розповсюджений. Зустрічається в прісних та солонуватих водах, живе в невеликих захищених лісом струмках та річечках, зарослих рослинами. Присутній як у лотичних (річкових), та і в лентичних (озерних) системах. Надає перевагу середовищам з поверхневою рослинністю або з прибережною рослинністю, що звисає над водою, є звичайним мешканцем мангрових боліт та рисових полів.
Хоча в деяких частинах ареалу поширення виду чисельність його популяцій, можливо, скорочується, загалом вона не сягає порогу вразливості. Загрозу існуванню Aplocheilus parvus становлять вилов для акваріумної торгівлі, хижі інвазивні види та деградація й сегрегація середовищ існування.

## Спосіб життя
Карликовий панхакс — типовий поверхневий дрібний хижак, полює водних і наземних безхребетних. Виявляє селективне харчування й переважно спеціалізується на комахах. Дослідження, проведені на Шрі-Ланці, показали, що 79,9 % здобичі Aplocheilus parvus становили дорослі комахи, 4,3 % — личинки комах, 4,3 % — веслоногі рачки, ще 11,49 % — інші продукти харчування (частки рослин, ікра, детрит та неідентифікований матеріал). Харчуються ці риби переважно вдень.
Витривалий вид, адаптується до різних середовищ існування. Параметри води: pH 6,5-7,2; температура 22–25 °C.
Цінується як природний помічник у боротьбі з комарами.
Період розмноження припадає на січень-лютий. Ікринки демерсальні (тонуть) і липкі, відкладаються по одній за акт спаровування. Вони непропорційно великі, розміром з око цієї риби. Ікринка звисає за анальним отвором самки, поки та продовжує рухатись і годуватися, доки врешті не відірветься й не прилипне до субстрату. Таким чином, окремі ікринки розсіюються на великій території. На зовнішній оболонці ікринки мають довгі липкі нитки.

## Утримання в акваріумі
Іноді Aplocheilus parvus експортується зі Шрі-Ланки для торгівлі акваріумними рибами. Для утримання цих риб рекомендуються акваріуми з площею дна приблизно 45х30 см. Параметри води: температура 20–28 °C, pH 6,0–8,5, твердість 36–357 ‰. В акваріумах у більшості випадків риби звикають до сухих кормів, але в раціоні мають бути присутні дрібні живі корми: артемії, дафнії, мотиль тощо.
Розведення нескладне. Нерестяться на рослини. Інкубація триває 10-15 днів. Як стартовий корм малькам потрібні інфузорії, згодом їх переводять на більші корми.

## Відео
- Dwarf panchex, Aplocheilus parvus на YouTube by Amila Kanchana